# ニコチン (曲)
「ニコチン」（Nicotine）は、アメリカ合衆国のポップ・ロック・バンドであるパニック!アット・ザ・ディスコの楽曲。2013年10月8日に発売された4作目のスタジオ・アルバム『生かしておくには型破り過ぎるが、殺すにはレアすぎる!』に収録された。作詞作曲はブレンドン・ユーリー、ダロン・ウィークス、アミール・サレムの共作で、プロデュースはブッチ・ウォーカーが手がけた。イギリスではアルバム発売後の2014年5月6日に、本作および4作目のスタジオ・アルバムからのアウトテイクなどを収録した4曲入りのEPが発売された。

## 制作背景および曲の構成
ニューヨークに滞在していたある日、パニック!アット・ザ・ディスコのフロントマンであるブレンドン・ユーリーはバンドメイトのダロン・ウィークスやアミール・サレムとともに「ニコチン」の作曲を始めた。作曲当時、ユーリーは禁煙し、サレムは交際していた女性との関係に問題が生じており、2人はこれらの2つの事柄を結びつけて、女性を煙草にたとえた歌詞を書くことを決めた。
「ニコチン」は依存性を具体化した楽曲で、歌詞の中では後に起こる負の結果を知っていながら交際を続ける様子が描写されている。ユーリーは『ローリング・ストーン』誌の取材で「返信するべきではないとわかっている酔った状態でのメール。その時は気分がいいんだけど、次の日恥ずかしい二日酔いになる―そんな依存症を体現したような曲さ」と説明した。

## ミュージック・ビデオ
「ニコチン」のミュージック・ビデオは、2014年2月28日に公開された。監督はカイ・リーガンが務め、ニューヨーク州クイーンズ区にある墓地で撮影された。ビデオは白黒映像で、ユーリーが雪の中を歩いたり、ホテルの部屋で不機嫌そうにしている様子で構成されている。
『オルタナティヴ・プレス』誌は、2016年5月までに公開されたパニック!アット・ザ・ディスコのミュージック・ビデオを対象にランク付けし、本作のミュージック・ビデオは第17位となった。

## 評価
『ワシントン・ポスト』紙のキャサリン・P・ルイスは、本作を「過剰に喫煙で比喩することで不健全な人間関係を描写した」楽曲と見なした。『ポップマターズ』でEPのレビューを手がけたアンディ・ベルトは「これまでバンドのヴォードヴィルの雰囲気作りに役立ってきたスペンサー・スミスの代わりにドラムマシンを使ったのは残念だ」とし、ユーリーが手がけた歌詞について「目に見えてキャッチーさが足りず、浅薄」と評した。『Cleveland.com』のトロイ・L・スミスは「アルバムから発売された他のシングル曲よりもわずかにさえない曲」と見なし、EPのタイトル曲としてリカットしたことを肯定的に見なす一方で、「最高のEPにはならなかったが、ユーリーが間違いなくソングライターとしてクリエイティブフロー状態に到達したことの兆しとなった」と評した。
『PopBuzz』のジェームズ・ウィルソン＝テイラーは、2018年1月時点でパニック!アット・ザ・ディスコが発表した全71曲（カバー曲やコラボ曲を除く）を対象としたランキングで第21位に本作を選出した。

## EP収録曲
| #         | タイトル                                                                        | 作詞・作曲                                               | 時間  |
| --------- | ------------------------------------------------------------------------------- | -------------------------------------------------------- | ----- |
| 1.        | 「ニコチン」(Nicotine)                                                          | ブレンドン・ユーリー ダロン・ウィークス アミール・サレム | 3:06  |
| 2.        | 「キャント・ファイト・アゲインスト・ザ・ユース」(Can't Fight Against the Youth) | ブレンドン・ユーリー ダロン・ウィークス                  | 2:44  |
| 3.        | 「オール・ザ・ボーイズ」(All the Boys)                                          | ダロン・ウィークス                                       | 3:12  |
| 4.        | 「ニコチン (インストゥルメンタル)」(Nicotine (Instrumental))                    |                                                          | 3:06  |
| 合計時間: | 合計時間:                                                                       | 合計時間:                                                | 12:08 |

## クレジット
※出典
- ブレンドン・ユーリー – リード・ボーカル、ギター、ピアノ、キーボード、シンセサイザー、プログラミング、作詞作曲
- スペンサー・スミス – ドラム、パーカッション
- ダロン・ウィークス – ベース、バックグラウンド・ボーカル、作詞作曲
- アミール・サレム – 作詞作曲、アディショナル・エンジニア
- ブッチ・ウォーカー – 追加のギター、バックグラウンド・ボーカル、プロデュース
- ロブ・メイセス – ストリングスアレンジ、指揮者
- ジュリアン・リーパー – コンサートマスター
- エムリン・シングルトン – ヴァイオリン（リーダー）
- ピーター・レイル – ヴィオラ（リーダー）
- デイヴ・ダニエルズ – チェロ（リーダー）
- ジェイク・シンクレア – レコーディング・エンジニア、ミキシング
- トッド・ストペラ – アシスタント・エンジニア
- ジョナサン・アレン – レコーディング・エンジニア（ストリングス）
- クリス・バレット – アシスタント・エンジニア（ストリングス）
- テッド・ジェンセン – マスタリング

## 認定
| 国/地域                          | 認定     | 認定/売上数 |
| -------------------------------- | -------- | ----------- |
| アメリカ合衆国 (RIAA)            | Platinum | 1,000,000   |
| 認定のみに基づく売上数と再生回数 |          |             |